# Faure-Passage
Die Faure-Passage (spanisch Pasaje Faure) eine Meerenge in der Gruppe der Adelaide- und Biscoe-Inseln vor der Fallières-Küste des Grahamlands auf der Antarktischen Halbinsel. Sie liegt zwischen den Faure- und den Kirkwood-Inseln in der Marguerite Bay.
Die Benennung geht auf argentinische Wissenschaftler zurück, die sie in Anlehnung an die Benennung der gleichnamigen Inselgruppe benannten. Deren Namensgeber ist der französische Politiker Maurice-Louis Faure (1850–1919).